# Micranthes odontoloma
Micranthes odontoloma là một loài thực vật có hoa trong họ Saxifragaceae. Loài này được (Piper) A. Heller miêu tả khoa học đầu tiên năm 1912.